# 志村洋子 (染織作家)
志村 洋子（しむら ようこ、1949年 - ）は、日本の染織作家。随筆家。

## 略歴
東京都生まれ。母は志村ふくみ。「藍建て」に強く心を引かれ、30代から母と同じ染織の世界に入る。 1989年に、宗教、芸術、教育など文化の全体像を織物を通して総合的に学ぶ場として「都機工房（つきこうぼう）」を創設。2013年に芸術学校アルスシムラをふくみ、息子・志村昌司とともに開校。次男・志村宏も染師。

## 著書
- 『オペラ 志村洋子染と織の意匠』 (しむらのいろシリーズ) 求龍堂 2011
- 『色という奇跡 母・ふくみから受け継いだもの』新潮社 2017

### 共著
- 『母と子の織りの楽しみ』志村ふくみ共著 美術出版社 1993
- 『たまゆらの道 正倉院からペルシャへ』志村ふくみ共著 世界文化社 2001
- 『しむらのいろ 志村ふくみ・志村洋子の染織』志村ふくみ共著, 大石芳野撮影 求龍堂 2009
- 『雪月花の日々 京都暮らし春夏秋冬』志村ふくみ共著, 中田昭写真 淡交社 2011